# Diskografie Alana Murina
Diskografie slovenského zpěváka a hudebního producenta Alana Murina se skládá z 1 studiového alba, 4 EP, 34 spoluprací jako hostující umělec, 47 videoklipů jako hlavní umělec a 19 jako hostující umělec. Za poměrně krátkou kariéru patří mezi nejaktivnější slovenské interprety. Na kontě má spolupráce s množstvím uznávaných interpretů a producentů.
Alan začal vytvářet texty a melodie, které vkládal do demo skladeb již v roce 2017, kdy používal pseudonym „Sane“. Nahrávky vydával na platformě SoundCloud.
Jeho videoklipy na YouTube často obsazují přední příčky slovenského žebříčku YouTube trending. Poprvé se dostal na vrchol žebříčku s videoklipem k singlu „Prepáč“, a to jen během několika hodin od vydání. Toto prvenství si udržel několik týdnů. Opět ovládl žebříček YouTube trending s duetem „Do Rúk“ s Tinou, a to i bez videoklipu k písni. Díky obrovskému ohlasu vznikl k ní i videoklip, který je dosud s více než 7 milionů zhlédnutí i nejsledovanějším videoklipem ze zpěvákovy vlastní tvorby na platformě. Potřetí se to podařilo hitu „Raz Dva Tri“. YouTube kanál Alana Murina má dosud více než 46 milionů zhlédnutí.
V roce 2019 se představil na hudební scéně už jako Alan Murin. Prvním hudebním počinem, který vnímá jako začátek své hudební kariéry, je EP 15 23 z trilogie žánrově konceptuálně laděných EP (15 23, 23 10 a 19 98). Jako první skladba z EP byla představena v červenci 2019 skladba „Sám sebou“. Následovala průlomová skladba „Vypínám“, která získala výraznou odezvu. Poté, co ji objevila zpěvačka Tina, oslovila Alana ještě v témže roce o spolupráci, přičemž ji označila za jednu z mimořádně zásadních písniček na slovenské hudební scéně. V dubnu 2020 vznikl ke skladbě videoklip jako poděkování, jelikož právě tato skladba si z celé trilogie EP nahrávek získala největší přízeň a zájem fanoušků. Vydání debutového projektu, v porovnání s řadou jiných začínajících interpretů, se těšilo velkému úspěchu. Každá skladba zaznamenala desetitisíce zhlédnutí na YouTube i přehrání na streamovacích službách.
Během roku 2020 Alan vydal svůj první oficiální singl s názvem „Telefonát“.
Očekávané album avizovalo v srpnu 2022 pilotní singl „Prepáč“. Singl získal dosud největší úspěch v digitálních žebříčcích ČNS IFPI z Alanovy vlastní tvorby. V žebříčku Top 100 digitálních singlů na Slovensku se umístil na 5. místě a v Top 50 domácích digitálních singlů na 3. místě.
V září 2022 vyšlo Alanovo debutové studiové album Trueself. Už v prvním týdnu v žebříčku slovenských alb ČNS IFPI debutovalo na 1. místě, kde se drželo na vrcholu dva týdny po sobě. Čtyři týdny se držel v Top 3 a čtrnáct týdnů v Top 10.
V únoru 2024 vydal svůj první mezinárodní singl „Still Love You“, na kterém spolupracoval s rumunskou zpěvačkou Iova a renomovaným rumunským producentem Serbanem Cazanem. V červnu 2024 vydal EP s názvem Láska Je Cool, které představuje jeho nejnovější tvorbu. Tento projekt následuje po sérii singlů, které představily Alanovu novou éru zvuku. Skladba „Dokola“ je jedním z milníků této nové éry. Singl se umístil na 2. místě nejhranějších domácích skladeb ve slovenských rádiích. Stejný úspěch zaznamenal i Alanův nejnovější singl „Domov“, vydaný v září 2024.
Nejúspěšnější Alanovou spoluprací je singl „Mám ťa rád“ ve spolupráci s raperem Kalim, Petrem Panem a Šortym. Singl se dostal na vrchol slovenských digitálních žebříčků. Na YouTube má videoklip ke skladbě od svého vydání v únoru 2024 více než 10 milionů zhlédnutí.

## Alba

### Studiová alba
| 2022                                                                             | Trueself - Vydáno: 12. listopad 2017 - Formát: CD, Digitální stažení - Vydavatelství: Trueself Records | 1 | 62 | Platinové | — |
|                                                                                  | Alba č. 1                                                                                              | 1 | 0  |           |   |
|                                                                                  | Alba v TOP 10                                                                                          | 1 | 0  |           |   |
| "—" Označuje titul, který se neumístil v žebříčku, nebo nebyl vydán v této zemi. | |   |    |           |   |

### EP
| Rok  | EP                                                                                              |
| ---- | ----------------------------------------------------------------------------------------------- |
| 2019 | 15 23 - Vydáno: 23. červenec 2019 - Formát: Digitální stažení - Vydavatelství: Trueself Records |
| 2019 | 23 10 - Vydáno: 23. září 2019 - Formát: Digitální stažení - Vydavatelství: Trueself Records     |
| 2019 | 19 98 - Vydáno: 2. prosinec 2019 - Formát: Digitální stažení - Vydavatelství: Trueself Records  |
| 2024 | Láska Je Cool - Vydáno: 28. červen 2024 - Formát: - Vydavatelství: Trueself Records             |

## Single

### Skladby umístěné v žebříčcích
| 2019                                                                                     | „Vypínam“                               | —  | 32 | —  | 31 | 15 23 (EP) |
| 2019                                                                                     | „SR C“                                  | —  | —  | 54 | 24 | 19 98 (EP) |
| 2021                                                                                     | „10 z 10“                               | —  | 18 | —  | —  | —          |
| 2022                                                                                     | „Prepáč“                                | —  | —  | 5  | 3  | Trueself   |
| 2022                                                                                     | „Raz Dva Tri“ (feat. Kali & Peter Pann) | —  | 26 | 17 | 7  | Trueself   |
| 2022                                                                                     | „Vamos Bombas“ (feat. Rytmus)           | —  | —  | —  | 49 | Trueself   |
| 2022                                                                                     | „Do Rúk“ (feat. Tina)                   | —  | 30 | 19 | 7  | Trueself   |
| 2022                                                                                     | „Prvá láska“ (feat. Thia Vittek)        | —  | —  | —  | 46 | Trueself   |
| 2022                                                                                     | „Suave“                                 | —  | —  | 89 | 33 | Trueself   |
| 2022                                                                                     | „Testy“ (feat. Pil C, Separ)            | —  | —  | 18 | 8  | Trueself   |
| 2022                                                                                     | „1000 Básní“ (feat. Laris Diam)         | —  | —  | —  | 49 | Trueself   |
| 2023                                                                                     | „Neberte mi mood“                       | —  | —  | 81 | 49 | —          |
| 2024                                                                                     | „Dokola“                                | 29 | 2  | 19 | 5  | —          |
| 2024                                                                                     | „Povedz Prečo“                          | —  | —  | 50 | 19 | —          |
| 2024                                                                                     | „Domov“                                 | 2  | 1  | 27 | 12 | —          |
|                                                                                          | Single č. 1                             | 0  | 1  | 0  | 0  |            |
|                                                                                          | Single v TOP 10                         | 0  | 2  | 1  | 5  |            |
| "—" označuje titul, ktorý sa neumiestnil v rebríčku, alebo nebol vydaný v tejto krajine. |                                         |    |    |    |    |            |

### Spolupráce
| 2020                                                                                     | „Nevadí“ (Kali feat. Alan Murin) | — | —  | —  | —  | Lepší              |
| 2021                                                                                     | „BEJBY BLUE“ (Tina feat. Alan Murin) | — | —  | 64 | 18 | —                  |
| 2021                                                                                     | „Kým ťa mám“ (Kali & Peter Pann feat. Alan Murin & Čis T)                                                                                               | — | —  | 27 | 9  | Banan              |
| 2021                                                                                     | „Lietačky“ (Moja Reč feat. Alan Murin) | — | —  | 43 | 15 | Zasedoma           |
| 2021                                                                                     | „Máš tam byť“ (ADiss feat. Alan Murin) | — | —  | —  | —  | #VELALASKY         |
| 2021                                                                                     | „ŽIVOT JE ZVLÁŠTNY“ (Pil C feat. Alan Murin) | — | —  | 10 | 6  | ODSÚDENÍ NA ÚSPECH |
| 2021                                                                                     | „CARA MIA“ (Pil C feat. Alan Murin) | — | —  | 2  | 2  | ODSÚDENÍ NA ÚSPECH |
| 2022                                                                                     | „Tam Kam“ (Peter Pann feat. Alan Murin & Laris Diam) | — | —  | —  | —  | 33                 |
| 2022                                                                                     | „24sedem“ (Dominika Mirgová feat. Alan Murin) | — | —  | —  | —  | Svetlo (EP)        |
| 2022                                                                                     | „Srdce ako z kameňa“ (Kali feat. Alan Murin a Majself)                                                                                                  | — | —  | 48 | 23 | Banan              |
| 2022                                                                                     | „Šťastné konce“ (Kali & Peter Pann feat. Majk Spirit, Alan Murin)                                                                                       | — | —  | —  | —  | Banan              |
| 2022                                                                                     | „Send it to the top“ (Raunii x Alan Murin x ADiss) | — | —  | —  | —  | —                  |
| 2022                                                                                     | „Vietor“ (Matej Straka feat. Alan Murin & Sara Rikas)                                                                                                   | — | —  | —  | —  | —                  |
| 2022                                                                                     | „First“ (Paulie Garand feat. Alan Murin) | — | —  | —  | —  | Amonit             |
| 2022                                                                                     | „Una“ (Paulie Garand feat. Alan Murin) | — | —  | —  | —  | Amonit             |
| 2022                                                                                     | „Sóda“ (Pokyman feat. Alan Murin) | — | —  | —  | —  | —                  |
| 2023                                                                                     | „Vadí nevadí“ (Kali & Peter Pann feat. Alan Murin) | — | —  | 62 | 32 | Retrostar          |
| 2023                                                                                     | „Outro“ (Separ feat. Alan Murin) | — | —  | 19 | 19 | Flowdemort         |
| 2023                                                                                     | „SORRY“ (Majk Spirit & Alan Murin) | — | —  | 74 | 45 | Playlist           |
| 2023                                                                                     | „Tron“ (P.A.T. feat. Momo, Alan Murin) | — | —  | —  | —  | Baro Raj           |
| 2023                                                                                     | „Nebesa“ (Renne Dang feat. Alan Murin) | — | —  | —  | —  | Navzdory           |
| 2023                                                                                     | „Nebesa (DJ Wich Remix)“ (Renne Dang feat. Alan Murin)                                                                                                  | — | —  | —  | —  | Navzdory (Deluxe)  |
| 2023                                                                                     | „Hip Hop Žije - 10 Rokov“ (Separ, Dame, Smart, Majk Spirit, Kali, Radikal Chef, Frayer Flexking, Tina, Alan Murin, Supa, Delik, Matej Straka, Gabryell) | — | —  | —  | —  | —                  |
| 2023                                                                                     | „Sme Slobodní“ (Tajči Gali feat. Alan Murin) | — | —  | —  | —  | —                  |
| 2023                                                                                     | „Namotaný“ (Alex Choupenitch feat. Alan Murin) | — | —  | —  | —  | —                  |
| 2023                                                                                     | „Sebaklam“ (Dame feat. Alan Murin, Dannie Ella) | — | —  | —  | —  | FRÍ DOM            |
| 2023                                                                                     | „Za tebou“ (Momo x Alan Murin) | — | —  | 8  | 5  | —                  |
| 2023                                                                                     | „fuckHappy“ (Majk Spirit feat. Alan Murin, Cigo) | — | —  | —  | —  | nový čLOVEk 2.0    |
| 2023                                                                                     | „Nehám sa viesť“ (Kali feat. Momo a Alan Murin) | — | —  | —  | —  | Retrostar          |
| 2024                                                                                     | „Mám ťa rád“ (Kali, Alan Murin, Šorty, Peter Pann) | — | 26 | 1  | 1  | —                  |
| 2024                                                                                     | „TOTO SOM JA“ (ALYA x Alan Murin) | — | —  | —  | —  | —                  |
| 2024                                                                                     | „Jungle Gin“ (Paulie Garand & Kenny Rough feat. Alan Murin)                                                                                             | — | —  | —  | —  | Molo II            |
| 2024                                                                                     | „Story“ (Tian Moon feat. Alan Murin) | — | —  | —  | —  | —                  |
| 2024                                                                                     | „Nohou na pedálu“ (DJ Kadr x Totally Nothin x Alan Murin & Konex)                                                                                       | — | —  | —  | —  | —                  |
|                                                                                          | Single č. 1 | 0 | 0  | 1  | 1  |                    |
|                                                                                          | Single v TOP 10 | 0 | 0  | 3  | 5  |                    |
| "—" označuje titul, ktorý sa neumiestnil v rebríčku, alebo nebol vydaný v tejto krajine. | |   |    |    |    |                    |

### Produkce
| Rok  | Píseň     | Interpret        | Album          |
| ---- | --------- | ---------------- | -------------- |
| 2021 | „Večnosť“ | Dominika Mirgová | Na Mesiac (EP) |

## Videoklipy
| Rok  | Videoklip                                              | Režisér(i)                 | Datum zveřejnění  | Album           |
| ---- | ------------------------------------------------------ | -------------------------- | ----------------- | --------------- |
| 2019 | „Sám sebou“                                            | Christián Marušák          | 23. červenec 2019 | 15 23 (EP)      |
| 2019 | „Život“                                                |                            | 23. září 2019     | 23 10 (EP)      |
| 2020 | „Vypínam“                                              | Peter Balent               | 2. duben 2020     | 15 23 (EP)      |
| 2020 | „SR C“                                                 | Peter Balent               | 17. květen 2020   | 19 98 (EP)      |
| 2020 | „Telefonát“                                            | Peter Balent               | 12. červenec 2020 | —               |
| 2020 | „Čomabaví“                                             | Peter Balent               | 22. srpen 2020    | —               |
| 2020 | „3 A.M.“                                               |                            | 15. listopad 2020 | —               |
| 2020 | „MYNITY“                                               | Christián Marušák          | 13. prosinec 2020 | —               |
| 2020 | „DOMAMÁM“                                              | Peter Majerčík             | 16. prosinec 2020 | —               |
| 2021 | „BOKY“                                                 | Lukáš Jurečko              | 14. únor 2021     | —               |
| 2021 | „BEJBY BLUE“ (Tina feat. Alan Murin)                   |                            | 8. březen 2021    | —               |
| 2021 | „10 Z 10“                                              | Peter Balent               | 13. květen 2021   | —               |
| 2021 | „Chcem Tvoju Lásku“                                    | Peter Balent               | 10. červenec 2021 | —               |
| 2021 | „Kým ťa mám“ (Kali feat. Alan Murin a Čis T)           |                            | 1. srpen 2021     | Banan           |
| 2021 | „Idem Hore“                                            | Peter Balent               | 15. září 2021     | —               |
| 2021 | „Already Gone“                                         | Peter Onduš                | 7. listopad 2021  | —               |
| 2021 | „Máš tam byť“ (ADiss & Alan Murin)                     |                            | 14. listopad 2021 | #VELALASKY      |
| 2021 | „Snívam“                                               | Peter Onduš                | 5. prosinec 2021  | —               |
| 2021 | „One Day“                                              | Peter Onduš                | 19. prosinec 2021 | —               |
| 2022 | „Poď Dole“                                             |                            | 22. únor 2022     | —               |
| 2022 | „AYAY“ (Alan Murin x Raunii)                           | Pierre Lexis               | 22. březen 2022   | —               |
| 2022 | „ELEY“ (Alan Murin x Raunii)                           | Pierre Lexis               | 22. duben 2022    | —               |
| 2022 | „24SEDEM“ (Dominika Mirgová feat. Alan Murin)          |                            | 6. květen 2022    | Svetlo (EP)     |
| 2022 | „TAM KAM“ (Peter Pann feat. Alan Murin, Laris Diam)    |                            | 8. květen 2022    | 33              |
| 2022 | „Srdce ako z kameňa“ (Kali feat. Alan Murin a Majself) |                            | 13. květen 2022   | Banan           |
| 2022 | „SEND IT TO THE TOP“ (Raunii x Alan Murin x ADiss)     |                            | 16. červenec 2022 | —               |
| 2022 | „Prepáč“                                               | Peter Balent               | 11. srpen 2022    | Trueself        |
| 2022 | „Lifestyle“                                            | Peter Balent               | 22. září 2022     | Trueself        |
| 2022 | „Vietor“ (Matej Straka feat. Alan Murin & Sara Rikas)  | Bao Miro / Oliver Záhlava  | 10. říjen 2022    | —               |
| 2022 | „Raz Dva Tri“ (feat. Kali)                             |                            | 16. říjen 2022    | Trueself        |
| 2022 | „Vamos Bombas“ (feat. Rytmus)                          |                            | 6. listopad 2022  | Trueself        |
| 2022 | „Suave“                                                |                            | 20. listopad 2022 | Trueself        |
| 2022 | „1000 Básní“ (feat. Laris Diam)                        | Pierre Lexis               | 27. listopad 2022 | Trueself        |
| 2022 | „Do Rúk“ (feat. Tina)                                  | Martin Miko                | 4. prosinec 2022  | Trueself        |
| 2022 | „Sóda“ (Pokyman feat. Alan Murin)                      |                            | 9. listopad 2022  | Blessings       |
| 2023 | „Cesta je cieľ“                                        |                            | 26. únor 2023     | —               |
| 2023 | „Vadí, nevadí“ (Kali feat. Alan Murin)                 |                            | 5. březen 2023    | Retrostar       |
| 2023 | „Ďakujem“                                              |                            | 19. březen 2023   | Trueself        |
| 2023 | „Začínam“ (feat. Ego)                                  | Sewerovsky Marko           | 9. duben 2023     | Trueself        |
| 2023 | „TESTY“ (feat. Separ, Pil C)                           |                            | 23. duben 2023    | Trueself        |
| 2023 | „Neber mi mood“                                        |                            | 14. květen 2023   | —               |
| 2023 | „Tron“ (P.A.T. x Momo x Alan Murin)                    |                            | 21. květen 2023   | Baro Raj        |
| 2023 | „Človek“                                               | Sewerovsky Marko           | 28. květen 2023   | —               |
| 2023 | „Kde Ťa Mám“                                           |                            | 1. červen 2023    | —               |
| 2023 | „Zavolaj“                                              | Lara Legend                | 8. červen 2023    | —               |
| 2023 | „Love“ (feat. Momo)                                    |                            | 18. červen 2023   | —               |
| 2023 | „Keby“                                                 | Peter Balent               | 29. červen 2023   | —               |
| 2023 | „Namotaný“ (Alex Choupenitch feat. Alan Murin)         | Alex Choupenitch, Jan Kříž | 1. září 2023      | —               |
| 2023 | „Za tebou“ (Momo x Alan Murin)                         |                            | 7. září 2023      | Street Hamlet   |
| 2023 | „Una“ (Paulie Garand feat. Alan Murin)                 | Viet Duong                 | 28. září 2023     | Amonit          |
| 2023 | „Ratata“                                               | Sewerovsky Marko           | 12. říjen 2023    | —               |
| 2023 | „Voľný pád“                                            | Lara Legend, Maroš Šesták  | 2. listopad 2023  | —               |
| 2023 | „Caliente“                                             |                            | 7. prosinec 2023  | —               |
| 2024 | „Mám ťa rád“ (Kali, Alan Murin, Šorty, Peter Pann)     | Juraj Škula                | 18. únor 2024     | —               |
| 2024 | „Still love you“ (Alan Murin x IOVA)                   |                            | 22. únor 2024     | —               |
| 2024 | „Dobrý pocit“ (Alan Murin x Raphael x Freshmaker)      |                            | 15. březen 2024   | —               |
| 2024 | „Dokola“                                               |                            | 22. březen 2024   | —               |
| 2024 | „Povedz Prečo“                                         | Martin Miko, Alan Murin    | 26. duben 2024    | —               |
| 2024 | „Animal Style“                                         | Anze Skrube                | 4. květen 2024    | —               |
| 2024 | „Srdcom Buran“                                         | Martin Miko, Alan Murin    | 2. červen 2024    | —               |
| 2024 | „Let Go“                                               |                            | 30. červenec 2024 | —               |
| 2024 | „Domov“                                                | Sewerovsky Marko           | 6. září 2024      | —               |
| 2024 | „TOTO SOM JA“ (ALYA x Alan Murin x Maxx Miklos)        |                            | 18. október 2024  | rowspan="2" \|— |
| 2024 | „Story“ (Tian Moon feat. Alan Murin)                   | Martin Miko                | 31. október 2024  |                 |

### Sledovanost
| Pořadí | Videoklip                                                           | Link | Rok  | Album         | Kanál        | Počet zhlédnutí (v milionech) |
| ------ | ------------------------------------------------------------------- | ---- | ---- | ------------- | ------------ | ----------------------------- |
| 1.     | „Kým ťa mám“ (Kali feat. Alan Murin a Čis T)                        | Link | 2021 | Banan         | KALI RECORDS | 10,0                          |
| 2.     | „Mám ťa rád“ (Kali, Alan Murin, Šorty, Peter Pann)                  | Link | 2024 | —             | KALI RECORDS | 9,5                           |
| 3.     | „Do Rúk“ (feat. Tina)                                               | Link | 2020 | Trueself      | Alan Murin   | 7,3                           |
| 4.     | „Raz Dva Tri“ (feat. Kali)                                          | Link | 2019 | Ale ne        | KALI RECORDS | 5,5                           |
| 5.     | „Prepáč“                                                            | Link | 2017 | Trueself      | Alan Murin   | 5,3                           |
| 6.     | „Srdce ako z kameňa“ (Kali & Peter Pann feat. Alan Murin a Majself) | Link | 2020 | Banan         | KALI RECORDS | 4,1                           |
| 7.     | „Dokola“                                                            | Link | 2019 | —             | Alan Murin   | 3,5                           |
| 8.     | „Vamos Bombas“ (feat. Rytmus)                                       | Link | 2018 | Trueself      | Alan Murin   | 2,1                           |
| 9.     | „Za tebou“ (Momo x Alan Murin)                                      | Link | 2023 | Street Hamlet | TVMOMO       | 2,0                           |
| 10.    | „BEJBY BLUE“ (Tina feat. Alan Murin)                                | Link | 2019 | —             | Tina         | 1,9                           |